# Уэбб (округ)
О́круг Уэбб (англ. Webb county) — округ штата Техас Соединённых Штатов Америки. На 2010 год в нём проживало 250 304 человек. По оценке бюро переписи населения США в 2013 году население округа составляло 262 495 человек. Окружным центром является город Ларедо. По площади округ Уэбб занимает 6-е место среди 254 округов Техаса.

## История
Округ Уэбб был сформирован в 1848 году из части округа Нуэсес. Он был назван в честь Джеймса Уэбба, бывшего казначеем, госсекретарём и генеральным прокурором Республики Техас.